# Józef Chudzicki
Józef Chudzicki (ur. 30 września 1895 w Olszy, zm. 20 stycznia 1926 w Łomży) – kapitan administracji Wojska Polskiego II Rzeczypospolitej.

## Życiorys
Urodził się 30 września 1895. Był synem Józefa i Leokadii. Jego brat Jan (1892–1972, także legionista, oficer Wojska Polskiego, lekarz).
Przed 1914 był uczniem w szkole realnej. Należał do Polskich Drużyn Strzeleckich. Po wybuchu I wojny światowej wstąpił do Legionów Polskich. Służył jako plutonowy w szeregach 3 pułku piechoty w składzie II Brygady. Później w Polskim Korpusie Posiłkowym.
Po odzyskaniu przez Polskę niepodległości został przyjęty do Wojska Polskiego. Został awansowany do stopnia kapitana w korpusie oficerów administracyjnych dział gospodarczy ze starszeństwem z dniem 1 czerwca 1919. W 1923, 1924 jako oficer nadetatowym Okręgowego Zakładu Gospodarczego X sprawował stanowisko zastępcy kierownika Kierownictwa Rejonu Intendentury Kielce. Do początku 1926 sprawował stanowisko kierownika Rejonowego Zakładu Żywnościowego.
20 stycznia 1926 poniósł śmierć w wyniku nieszczęśliwego wypadku podczas czyszczenia rewolweru „Browning” we własnym mieszkaniu w Łomży.

## Ordery i odznaczenia
- Krzyż Niepodległości (pośmiertnie, 12 maja 1931)[10]
- Krzyż Walecznych (czterokrotnie)
- Medal Międzyaliancki